# Пидласко, Николай Тихонович
Николай Тихонович Пидласко (укр. Микола Тихонович Підласко; 1956) инженер-строитель, поэт.

## Биография
Родился в семье сельского учёного агронома. Отец — Тихон Васильевич Пидласко, мать — Мария Казимировна Пидласко. С 1963 по 1973 год учился в Тульчинской общеобразовательной, средней школе № 1. В 1973 году поступил, а в 1978 году окончил Киевский инженерно-строительный институт и получил квалификацию инженера-строителя промышленного и гражданского строительства. С 1978 по 1998 год проходил службу в Вооружённых силах Союза Советских Социалистических Республик и Вооружённых силах Российской Федерации. Подполковник. По окончании службы работал в строительных организациях города Санкт-Петербурга, в народном хозяйстве России.
С 2016 года является членом Союза писателей России.

## Творчество
Издал десять книг стихотворений и избранной лирики. Отдельные его поэтические подборки и стихотворения публиковались в центральных российских журналах; в литературном печатном органе отделения Союза писателей России, газете «Литературный Санкт-Петербург»; в народной просветительской газете города Санкт-Петербурга «Православный Санкт-Петербург»; в общественно-политической газете Тосненского района Ленинградской области «Тосненский вестник»; в общественной газете города Гатчины «Приневский край», в поэтических антологиях и лирических книгах, издаваемых при участии отделения Союза писателей Санкт-Петербурга; в исторических сборниках и в общегородских литературно-поэтических альманахах города Санкт-Петербурга и Ленинградской области.. На тексты отдельных стихотворений композиторами написаны песни. Первые публикации его стихотворений были опубликованы в 1969 и 1970 годах в газете «Заря коммунизма» Тульчинского района и в главном печатном органе ВЛКСМ Винницкой области, газете «Комсомольское племя».

## Основные публикации и книги

### Журналы
- СЕВЕР. — 2014. — № 5-6. (г. Петрозаводск)
- ДОН новый. — 2016. — № 16/1. (г. Ростов-на-Дону)
- Родная Ладога. — 2018. — № 2(44). (г. Санкт-Петербург)
- ВЕЛИКОРОССЪ. — 2018. — № 3. (г. Москва)
- Наш современник. — 2019. — № 5. (г. Москва)
- Родная Кубань. — 2019. — № 1. (г. Краснодар)
- Молодая гвардия. — 2020. — № 7-8, 2021. — № 7-8, 2022. — № 9. (г. Москва)
- Аргамак. — 2023. — № 2(38), 2025. — № 1(41). (г. Набережные Челны)
- Невский альманах. — 2010. — № 4(53), 2011. — № 1(56)-6(61), 2012. — № 2(63), 2016 — № 3(89)-4(90). (г. Санкт-Петербург)
- ОКНО. 2011. — выпуск № 7, 2012. — выпуски № 9 и 12, 2013. — выпуск № 11, 2017. — выпуск № 17, 2018. — выпуски № 19 и 20, 2020. — выпуск № 23, 2021. — выпуск № 24, 2024. — выпуск № 12. (г. Санкт-Петербург)

### Интернет-журнал
- «СЕВЕР», рубрика «Нет горечи прежней в полыни…». — Петрозаводск, 2014—2015 г.[3]

### Антологии
- «ЗЕМЛЯ ЛЕНИГРАДСКАЯ: поэтическая антология к 85-летиюЛенинградской области». — Санкт-Петербург, 2012 г.
- «Десятая часть века. Антология русской поэзии». Выпуск второй 2011—2020. — Санкт-Петербург, 2021 г.

### Поэтические книги, сборники
- «Земля Тосненская. Изобразительное искусство и поэзия». Альбом. — Санкт-Петербург, 2010 г.
- "Поэзия делает землю красивой. Одиннадцатая книга. 700 поэтов из тетрадей для «былинок». — Санкт-Петербург, 2014 г.
- «Благословляю всё, что было…». Сборник любовной лирики. — Санкт-Петербург, 2014 г.
- «Дайте Родину мою». Сборник лирики. — Санкт-Петербург, 2015 г.
- «На перекрёстках судеб и времён». Сборник поэзии. — Санкт-Петербург, 2017 г.
- «АЛЫЕ ПАРУСА». Сборник стихотворений. — Санкт-Петербург, 2017 г
- «ДОНБАСС — ПЕТЕРБУРГ». Сборник стихотворений. — Санкт-Петербург, 2019 г.
- «Ты одна мне несказанный свет». Сборник лирики. — Санкт-Петербург, 2019 г.
- «Они отстояли Россию». Книга лирики. — Санкт-Петербург, 2020 г.
- «Сквозь время — навсегда». Стихи о войне и Победе. Сборник поэзии. — Санкт-Петербург, 2020 г.
- «НОСТАЛЬГИЯ». Россия вчера, сегодня и всегда. Сборник стихов. — Санкт-Петербург, 2022 г.
- «ГЕРОИ МОЕГО ОТЕЧЕСТВА». Анонс. Сборник гражданской лирики. — Санкт-Петербург, 2023 г.
- «ГЕРОИ МОЕГО ОТЕЧЕСТВА». Сборник гражданской лирики. — Санкт-Петербург, 2023 г.
- «ПОЛК ВОЗВРАЩАЕТСЯ ДОМОЙ». Книга гражданской лирики. К 80-летней годовщине победы СССР в Великой Отечественной войне — Санкт-Петербург, 2024 г.
- «БЕРЕСТА ОИФИМА». Историко-литературный сборник. — Санкт-Петербург, 2019 г.
- «ЧеРеСпОлОсИцА». Коллективный сборник стихов поэтической студии «Четверг. Вечер». — Санкт-Петербург, 2011 г.

### Альманахи
- Ленинградская земля. Том V. Тосненский край. СПб — 2021 г.
- Тосненская сторонка. СПб — 2018 г;
- ПОД СЕНЬЮ ЛАВРЫ. Выпуск № 1. СПб — 2014 г.
- ПЕТЕРБУРГСКИЕ СТРОФЫ (г. Санкт-Петербург), все выпуски с 2013 по 2021 г.
- ДОРОГА. Выпуск 4. СПб — 2012 г.
- Гармония. Поэзия Петербурга. Выпуски с 8 по 14 (с 2013 по 2019 г.).

### Книги
- Н. Пидласко. Над тихим жнивьём. /Стихи/ СПб.: ИПК «Вести» (2013) — 92 с.
- Н. Пидласко. У берегов Южного Буга. /Стихи/ СПб.: Изд. «АураИнфо», «Андрей Буровский» (2015) — 124 с.
- Н. Пидласко. Истоки. /Стихи/ СПб.: Изд. «АураИнфо», «Андрей Буровский» (2018) — 92 с.
- Н. Пидласко. Земли родимое тепло. /Стихи/ СПб.: Изд. «АураИнфо», «Андрей Буровский» (2019) — 104 с.
- Н. Пидласко. Зыбкие вёрсты. /Стихи/ СПб.: Изд. «АураИнфо», «Андрей Буровский» (2021) — 108 с.
- Н. Пидласко. Серия «Визитная карточка поэта» № 14. /Стихи/ СПб.: Изд. «Артек» (2021) — 56 с.
- Н. Пидласко. Самое родное. Избранная лирика. СПб.: Изд. Беляевский фонд подготовки и развития литературы (2022) — 172 с.
- Н. Пидласко. Отвечу любовью. Книга лирики. СПб.: Изд. Беляевский фонд подготовки и развития литературы (2024) — 248 с.
- Н. Пидласко. Мои земные дали. /Стихи/. СПб.: Изд. Беляевский фонд подготовки и развития литературы (2025) — 80 с.
- Н. Пидласко. Люблю и верю. Книга лирики. СПб.: Изд. Беляевский фонд подготовки и развития литературы (2025) — 192 с.

## Рецензии и критика
- Н. Пидласко. Заметка о книге В. Скворцова «Качели памяти». Журнал «Невский альманах» № 5(60) от 2011 г.
- В. Симаков, М. Матрёнин, Н. Рачков. Заметки «В поиске земного рая» о книге Н. Пидласко «Над тихим жнивьём». Журнал «Невский альманах» № 4(71) от 2013 г.
- В. Симаков. Заметка-рецензия «В поисках земного рая» на сайте Дома писателей СПб от 05 августа 2013 года на книгу Н. Пидласко «Над тихим жнивьём».
- Н. Рачков, Г. Чистяков. Заметки «О любви и печали» о книге Н. Пидласко «Над тихим жнивьём» в газете «Тосненский Вестник» № 59 от 10 августа 2013 г.
- Газета «Тосненский Вестник» № 60 от 10 августа 2016 г. Заметка «Будто ангел коснулся меня» о книге Н. Пидласко «У берегов Южного Буга».
- Т. Никольская «Вот моя Родина…» Рецензия на книгу Н. Пидласко «У берегов Южного Буга» в альманахе «Гармония» № 12 за 2017 г.
- В. Симаков. Заметка-рецензия «Тревожная отрада» на сайте Дома писателей С-Пб от 04 мая 2018 года на книгу Н. Пидласко «Истоки».
- Газета «Тосненский Вестник» № 60 от 09 октября 2019 года. Заметка «Тихая лирика» о книге Н. Пидласко «Истоки».
- Газета «Тосненский Вестник» № 73 от 10 августа 2019 года. Заметка «Из сборника „Земли родимое тепло“ о книге Н. Пидласко „Земли родимое тепло“.
- Т. Никольская. Газета „Литературный Санкт-Петербург“ № 1(40) от января 2020 года. Заметка „Дорога к дому“ о книгах Н. Пидласко „Истоки“ и „Земли родимое тепло“.
- Т. Никольская. Газета „Тосненский Вестник“ № 3 от 25 января 2020 года. Заметка „Дорога к дому“ о книгах Н. Пидласко „Истоки“ и „Земли родимое тепло“.
- Т. Никольская. Журнал поэзии „Окно“», выпуск 24 от 2020 года. Заметка «Дорога к дому» о книгах Н. Пидласко «Истоки» и «Земли родимое тепло».
- Л. Федунова. Заметка-рецензия «Пространство сердца» на сайте Дома писателей СПб от 13 февраля 2021 года на книгу Н. Пидласко «Зыбкие вёрсты».
- Л. Федунова. Газета «Тосненский Вестник» № 6 от 20 февраля 2021 года. Заметка-рецензия «Пространство сердца» на книгу Н. Пидласко «Зыбкие вёрсты».
- Л. Федунова. Заметка-рецензия «Начинается Родина в сердце» на сайте Дома писателей СПб от 24 августа 2022 года на книгу Н. Пидласко «Самое родное».
- Л. Федунова. «Литературная Газета» № 35 от 31. 08. 2022 года. Заметка-рецензия «Начинается Родина в сердце» на книгу Н. Пидласко «Зыбкие вёрсты».
- И. Сергеева. Статья — критические заметки о презентации книги Н. Пидласко «Самое родное» на сайте Дома писателей СПб от 14 октября 2022 года на книгу Н. Пидласко «Самое родное».
- Л. Федунова. Заметка-рецензия «Отвечу любовью» на сайте Дома писателей СПб от 01 июля 2024 года на книгу Н. Пидласко «Отвечу любовью».
- Н. Алешков. Журнал «Аргамак» 1(41) от 2025 года. Заметка-рецензия «Перекличка» на книгу Н. Пидласко «Отвечу любовью».

## Награды и премии
- Медаль «В память 300-летия Санкт-Петербурга» (2003)
- Премия в области поэзии «Ладога» имени Александра Прокофьева (2018)[4][5]
- Поэтическая премия имени Афанасия Афанасьевича Фета (2023)[6][7]
- Памятная медаль «200-летие А. А. Фета» (2023)
- Дипломант Всероссийской литературной премии в номинации «Поэзия» имени А. К. Толстого (2022)